# Тагизаде, Айхан Аваз оглы
Айхан Аваз огы Тагизаде (азерб. Ayxan Əvəz oğlu Tağızadə; род. 20 января 1996) — азербайджанский тхэквондист, чемпион Европейских игр 2015 года в Баку, серебряный призёр чемпионата Европы 2013 года среди юниоров. До 2018 года выступал в весовой категории до 68 кг, затем перешёл в категорию до 74 кг.

## Биография
Айхан Тагизаде родился 20 января 1996 года. Его отец Аваз Тагиев — тренер по тхэквондо, а брат Фарид ранее также занимался тхэквондо. Айхан окончил среднюю школу №53 и Азербайджанскую государственную академию физической культуры и спорта. Он владеет родным азербайджанским языком, а также русским, турецким и английским. Тренируется в клубе «Нефтчи».

## Карьера
Начал заниматься спортом в 2006 году. В 2013 стал вторым на юниорском чемпионате Европы в Порту.
На Европейских играх в Баку Айхан выступал в категории до 68 кг. В предварительном раунде он победил словенского спортсмена Юре Пантара, затем в четвертьфинале олимпийского чемпиона испанца Хоэля Гонсалеса, в полуфинале оказался сильнее россиянина Алексея Денисенко и в матче за золотую медаль по правилу «голден-скор» вырвал победу у поляка Кароля Робака.
В 2015 завоевал серебряную медаль на Всемирных военных играх в Мунгёне.
29 июня Айхан Тагизаде за высокие достижения на I Европейских играх и большие заслуги в развитии спорта в Азербайджане был награждён орденом «Слава». В 2017 году стал серебряным призёром Летней Универсиады в Тайбэе.
На Играх исламской солидарности 2017 года в Баку завоевал золотую медаль, победив в финальном поединке иранца Сейида Хусейна Эсхани.
С 2019 года выступает в весовой категории до 74 кг. Последним турниром в старой категории для Тагизаде был этап Гран-при в Манчестере. В 2020 году выиграл турнир Хельсингборг Оупен в категории до 74 кг.
В сентябре 2020 года в Нагорном Карабахе возобновились крупномасштабные вооружённые столкновения. Айхан Тагизаде в связи с объявлением в Азербайджане частичной мобилизации отправился на линию фронта.